# جان بردي الغزالي
جانبردي بن عبد الله الجركسي الغزالي (توفي في 1521) هو سياسي وعسكري من مماليك دمشق. صار أوَّل ولاتها بعدما دخلت الديار الشامية تحت جناح الدولة العثمانية، فتولى منصبه من فبراير 1518 حتى وفاته سنة 1521.
هزت أخبار انتصارات السلطان العثماني سليم الأول القاهرة حيث أقام طومان باي نائبًا عن عمه السلطان قانصوه الغوري ورأى طومان باي أن يسرع بالزحف لمقاتلة العثمانين بجنوب الشام فأرسل حملة بقيادة الأمير جانبردي الغزالي في ديسمبر سنة 1516 للوقوف في وجه العثمانيين في شمال غزة. وكان الغزالي أحد الأمراء الذين فروا من مرج دابق. ولم يقاتل الغزالي العثمانيين قتالًا جديًا، فانهزم المماليك أمامهم مجددًا، و بهذا وصلت جنود العثمانيين إلى غزة في طريقها إلى مصر.

## نشأته
تعني كلمة «جانبردي» «هبة الروح» بالفارسيَّة والكُرديَّة، وهي كلمة منحوتة من «جان» بمعنى الروح، و«بردي» بمعنى «أعطى» أو «يعطي» أو «عطية» أو «هبة». أما الغزالي فهو لقب عْرف به حسب ابن إياس نسبة إلى قرية منية غزال في إقليم الشرقية المصري، والذي كان جانبردي يعمل به حينما كان مملوكا للأمير تغري بردي الأستادار. كان شركسي الأصل، ولهذا نعته نجم الدين الغزي صاحب الكواكب السائرة مثلًا «جانبردي بن عبد الله الجركسي، الشهير بالغزالي».

## توليه دمشق
ولَّاه السلطان سليم حكم دمشق بعد سقوط مصر والشام بيدى العثمانين، فلما توفي سليم ثار على حكم العثمانين في عهد السلطان سليمان القانوني، وحاول الاستقلال بالشام فهزم في معركة المصطبة قرب دمشق، ثم أرسل إلى إستانبول. توفي سنة 928هـ = 1521م.